# سياهان (هشيوار)
سياهان (بالفارسية: سیاهان) هي قرية تقع في إيران في البلدة المركزية.